# Mitrophrys mesia
Mitrophrys mesia är en fjärilsart som beskrevs av Jordan 1913. Mitrophrys mesia ingår i släktet Mitrophrys och familjen nattflyn. Inga underarter finns listade i Catalogue of Life.